# 永盛路駅
永盛路駅（えいせいろえき）は、中華人民共和国浙江省杭州市蕭山区に位置する杭州地下鉄7号線と19号線の駅である。

## 歴史
- 2020年12月30日：7号線の駅として開業[1]。
- 2022年9月22日：19号線の開業により、乗り換え駅となる[2]。

## 駅構造
7号線と19号線はともに島式ホーム1面2線を有する地下駅。

### のりば
| 番線   | 路線     | 行先                                                 |
| ------ | -------- | ---------------------------------------------------- |
| 西方面 | ■ 7号線  | 蕭山国際機場・呉山広場方面                           |
| 北方面 | ■ 7号線  | 江東二路方面                                         |
| 西方面 | ■ 19号線 | 蕭山国際機場・火車東站（東広場）・火車西站・苕渓方面 |
| -      | ■ 19号線 | （降車ホーム）                                       |

（出典：杭州地铁：永盛路站站内空间示意图）

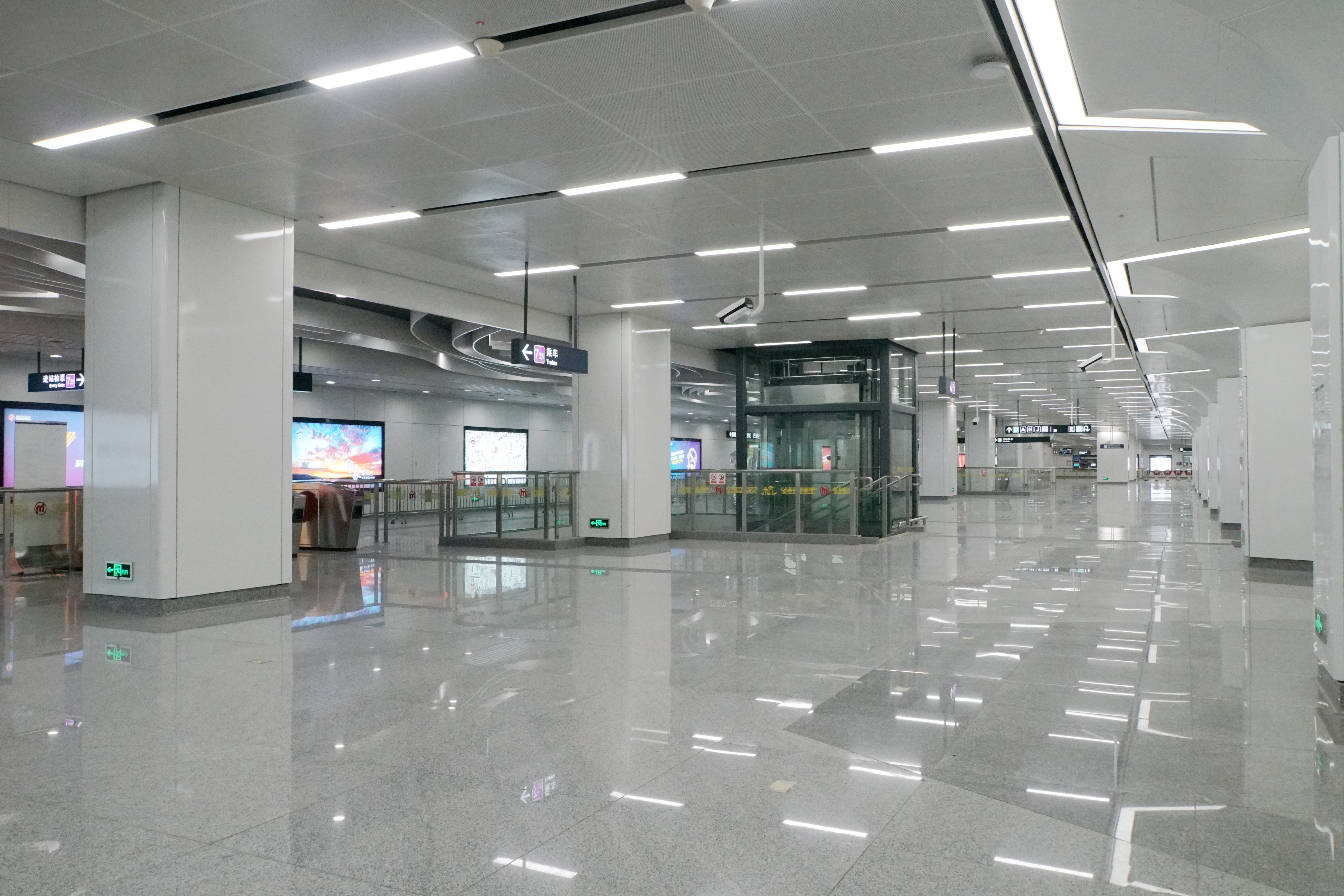
改札階（2021年1月）
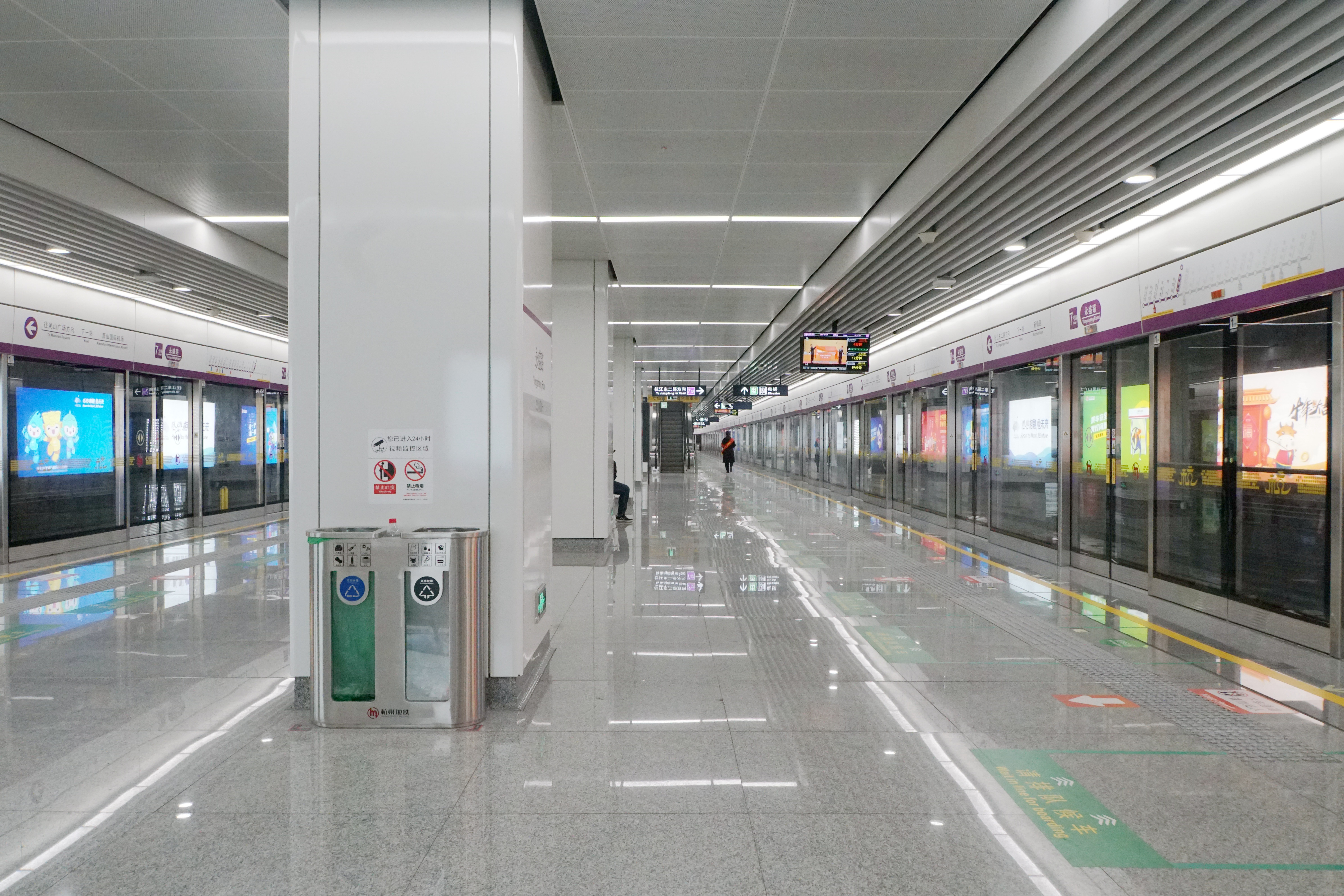
7号線ホーム（2021年1月）

## 駅周辺
- 空港新天地
- 蕭山区靖江初級中学
- 靖港家園

## 隣の駅
杭州地下鉄
■ 7号線
蕭山国際機場駅 - 永盛路駅 - 新鎮路駅
■ 19号線
蕭山国際機場駅 - 永盛路駅